# 双渠口站
双渠口站是位于宁夏回族自治区银川市西夏区双渠口路的一个铁路车站，邮政编码750011。车站建于1992年，有包兰铁路经过该站，2011年因银川南站开通而关闭，车站及其上下行区间均为电气化区段。车站距离包头站516公里，隶属兰州铁路局，是五等站。